# Elga Andersen
Elga Andersen (* 2. Februar 1935 als Helga Hymen in Dortmund; † 7. Dezember 1994 in New York) war eine deutsche Schauspielerin und Sängerin.

## Leben
Helga Hymen wurde 1935 als einziges Kind eines Bauingenieurs geboren. Zwei Wochen vor Ende des Zweiten Weltkriegs meldete sich der Vater nach einem Familienstreit freiwillig zur Wehrmacht. Er wurde an die Ostfront verlegt und blieb dort verschollen.
Andersen besuchte ab ihrem sechsten Lebensjahr eine Ballettschule und ging nach ihrem Abitur 19-jährig nach Paris. Dort arbeitete sie als Fotomodell und fand sich in der Klatschpresse wieder, die sie als Geliebte von Prominenten wie Gary Cooper und Prinz Moulay Abdullah, dem Bruder von Hassan II., vorstellte.
Otto Preminger gab ihr 1958 eine kleine Rolle in seinem Film Bonjour Tristesse und den Künstlernamen „Elga Andersen“. Ihre erste Hauptrolle spielte sie 1960 in Brasilianische Rhapsodie. Bis in die 1970er wirkte sie als verführerische Schönheit in vielen, vorwiegend europäischen Produktionen mit. Ihre bekannteste Rolle hatte sie als Lisa Belgetti in Le Mans an der Seite von Steve McQueen. In den 1960ern begann sie zu singen und sie erreichte damit sogar die Charts. Unter anderem sang sie den Titelsong von Die Kanonen von Navarone.
Ihre erste Ehe mit einem französischen Architekten endete durch Scheidung. Seit 1971 war sie mit dem US-amerikanischen Millionär Peter R. Gimbel liiert, den sie 1978 heiratete. Sie unterstützte ihren Mann bei dessen zahlreichen Tauchexpeditionen zur 1956 gesunkenen Andrea Doria. Es entstanden die beiden Fernseh-Dokumentationen The Mystery of the Andrea Doria (1975) und Andrea Doria: The Final Chapter (1984). Für letztere fungierte Andersen als Produzent.
Peter Gimbel erlag im Juli 1987 einer Krebserkrankung; Elga Andersen starb am 7. Dezember 1994. Beide wurden später kremiert und die Asche von Tauchern in das Wrack der Andrea Doria gebracht.

## Filmografie (Auswahl)
- 1957: Junge Rosen im Wind (Les Collégiennes)
- 1957: Die Wäscherinnen von Portugal (Les lavandières du Portugal)
- 1958: Bonjour Tristesse
- 1958: Fahrstuhl zum Schafott (Ascenseur pour l’échafaud)
- 1958: Solang’ die Sterne glüh’n (Zirkuskinder)
- 1958: Ist Mama nicht fabelhaft?
- 1958: So ein Millionär hat’s schwer
- 1960: Brasilianische Rhapsodie (Os bandeirantes)
- 1960: Begierde am Meer (Mourir d’amour)
- 1961: Das schwarze Monokel (Le Monocle noir)
- 1962: Im Würgegriff der schwarzen Hand (Le Scorpion)
- 1962: Party mit zwölf Pistolen (L’Œil du monocle)
- 1963: Zum Nachtisch blaue Bohnen (À toi de faire, mignonne!)
- 1963: Staatsaffären (A Global Affair)
- 1964: Ein Sarg aus Hongkong
- 1965: Sanders und das Schiff des Todes (Coast of Skeletons)
- 1965: DM-Killer
- 1966: Django – schwarzer Gott des Todes (Starblack)
- 1966: Siebzehn Jahr, blondes Haar
- 1967: Der blonde Tiger (Capitaine Singrid)
- 1970–1974: Grenzfälle – Es geschah übermorgen (Aux frontières du possible, Fernsehserie, 9 Episoden)
- 1971: Untersuchungshaft (Detenuto in attesa di giudizio)
- 1971: Le Mans
- 1973: Die Schlange (Le serpent)